# Kerivoula myrella
Kerivoula myrella är en fladdermusart som beskrevs av Thomas 1914. Kerivoula myrella ingår i släktet Kerivoula och familjen läderlappar. IUCN kategoriserar arten globalt som sårbar. Inga underarter finns listade i Catalogue of Life.
Det är inte känt vad artepitetet myrella i det vetenskapliga namnet betyder.
Denna fladdermus förekommer på Bismarckarkipelagen. Den lever i låglandet och i kulliga områden upp till 500 meter över havet. Individer hittas ofta nära vattendrag.